# Дереза Вікторія Володимирівна
Вікторія Володимирівна Дереза (нар. 4 січня 1963, Донецьк) — українська художниця-керамістка. Членкиня НСХУ (2002).

## Життєпис
Закінчила Ленінградське вище художнє училище ім. І. Мухіної (1994). Педагоги з фаху дизайн — В. Стельцова, С. Щіпцов, А. Білко. Працює в галузі декоративно-прикладного мистецтва (кераміка). Викладачка Донецького художнього училища.
Серед головних творів:
- плакетки: «Перехрестя» (1996), триптих «Осінні квіти на тлі зими» (2000), «Народження» (2000), розпис;
- плитка: «Перший морозець» (2004)
- декоративна плитка: «Соняшники» (2004).